# Contea di Heyang
La contea di Heyang (合阳县S, Héyáng XiànP) è una contea della Cina, situata nella provincia dello Shaanxi e amministrata dalla prefettura di Weinan.